# 依賴保育

依賴保育（IUCN）

依賴保育物種又稱依保物種，是IUCN中保護現狀屬於Conservation Dependent（CD）的一類物種。保護現狀比較低，但依賴於人類保育，以防止其瀕危或滅絕。觀測此物種必須聚焦于一個持續的類群、以及適當的棲息地，製定具體的保育計劃，並在五年內履行該保護現狀。
這個分類於2001年起停止使用，世界自然保护联盟（IUCN）將之归入NT（Near Threatened，近危）分類，但有200多個在CD停用後未獲重新審視的物種仍舊維持在CD當中。
在此類別中，只有哺乳動物類群的物種數量發展趨勢是明確的。南露脊鯨是依賴保育中唯一數目日益增加的物種。另有14種保持穩定數目，19種仍在下降中。